# Mount Annan, New South Wales
Mount Annan este o suburbie în Sydney, Australia.